# Elia Benedettini
Elia Benedettini (ur. 22 czerwca 1995 w Borgo Maggiore) – sanmaryński piłkarz występujący na pozycji bramkarza w SP Cailungo oraz w reprezentacji San Marino.

## Kariera klubowa
Wychowanek szkółki piłkarskiej San Marino Calcio, w której rozpoczął treningi w wieku 5 lat. Początkowo szkolił się do gry na pozycji środkowego obrońcy, jednak w wieku 7 lat został przekwalifikowany na bramkarza. W latach 2005–2010 trenował w akademii włoskiej AC Cesena, po czym powrócił do macierzystego klubu na trzyletnie wypożyczenie. W sezonie 2012/13 został włączony do składu pierwszego zespołu San Marino Calcio. W kwietniu 2013 roku odbył testy w drużynie U-19 klubu US Sassuolo Calcio, jednak nie otrzymał oferty kontraktu. 5 maja 2013 zadebiutował w Lega Pro, kiedy to wszedł na boisko w 3. minucie meczu z US Cremonese, zastępując ukaranego czerwoną kartką bramkarza Mattię Miganiego. Po pojawieniu się na placu gry Benedettini został pokonany strzałem z rzutu karnego, sprokurowanego przez Miganiego, a spotkanie zakończyło się porażką 1:6. W lipcu 2013 roku powrócił on do AC Cesena i został włączony w szeregi zespołu U-19. W latach 2014–2016 grał w klubie US Pianese (Serie D), gdzie zaliczył 46 ligowych występów. W 2015 roku padł ofiarą oszustwa, gdy osobnik podający się za agenta piłkarskiego wyłudził od niego i jego ojca 3500 euro w zamian za pomoc w podpisaniu kontraktu z UE Lleida oraz Carpi FC 1909.
Przed sezonem 2016/17 Benedettini podpisał trzyletnią umowę z Novara Calcio (Serie B). 24 grudnia 2016 zadebiutował w przegranym 1:4 wyjazdowym meczu przeciwko Virtusowi Entella. Stał się tym samym piątym sanmaryńskim piłkarzem w historii, który zagrał na poziomie Serie B lub wyższym. W sezonie 2017/18 spadł ze swoim zespołem do Serie C. We wrześniu 2019 roku na zgrupowaniu reprezentacji San Marino doznał zerwania więzadła krzyżowego przedniego w prawym kolanie, co wymusiło jego roczną rekonwalescencję. W październiku 2020 roku, po wyleczeniu kontuzji, odszedł z klubu. W styczniu 2021 roku podpisał kontrakt z Cesena FC (Serie C), gdzie pełni rolę zmiennika Michele Nardiego. W sezonie 2021/22 zagrał w play-off o awans do Serie B, przegranym z SS Monopoli 1966 (2:1 i 0:3).
W lipcu 2022 roku Benedettini przeniósł się do SP Cailungo. 4 września 2022 zadebiutował w Campionato Sammarinese w przegranym 0:2 meczu z SP La Fiorita.

## Kariera reprezentacyjna
W 2010 roku występował w reprezentacji San Marino U-15. W październiku 2011 roku rozegrał 2 mecze w turnieju kwalifikacyjnym do Mistrzostw Europy U-17, który odbył się w Macedonii. W 2012 roku, będąc kapitanem kadry San Marino U-19, zaliczył 3 spotkania w turnieju eliminacyjnym do Mistrzostw Europy 2013, rozegranym w Polsce. W latach 2013–2016 był podstawowym bramkarzem reprezentacji U-21, dla której rozegrał 13 spotkań w dwóch kampaniach eliminacji do Mistrzostw Europy, w których trzykrotnie zachował czyste konto. 6 września 2013 wystąpił w wygranym 1:0 spotkaniu z Walią U-21 w Serravalle, który to mecz uznawany jest za największy sukces sanmaryńskiej piłki nożnej młodzieżowej.
27 marca 2015 zadebiutował w seniorskiej reprezentacji San Marino w przegranym 0:6 wyjazdowym spotkaniu ze Słowenią w eliminacjach Mistrzostw Europy 2016. 14 listopada 2020 wystąpił w zremisowanym 0:0 meczu z Gibraltarem, w którym San Marino zdobyło drugi w historii punkt w rozgrywkach Ligi Narodów UEFA.

## Życie prywatne
Bratanek Pierluigiego Benedettiniego, kuzyn Simone Benedettiniego. Jego ojciec Roberto (ur. 1964) jest byłym kierowcą rajdowym, należącym w latach 2008–2012 do zespołu fabrycznego Subaru. Od 1997 roku jest on współwłaścicielem jednej z najstarszych i największych firm transportowych w San Marino – F.Lli Benedettini.

## Sukcesy
- Golden Boy: 2015[26]